# Cratère de Steinheim
| \| Allemagne · Cratère de Steinheim \| Allemagne |
| Allemagne · Cratère de Steinheim                 |

| \| Localisation dans le Bade-Wurtemberg · Cratère de Steinheim \| Localisation dans le Bade-Wurtemberg |
| Localisation dans le Bade-Wurtemberg · Cratère de Steinheim                                            |

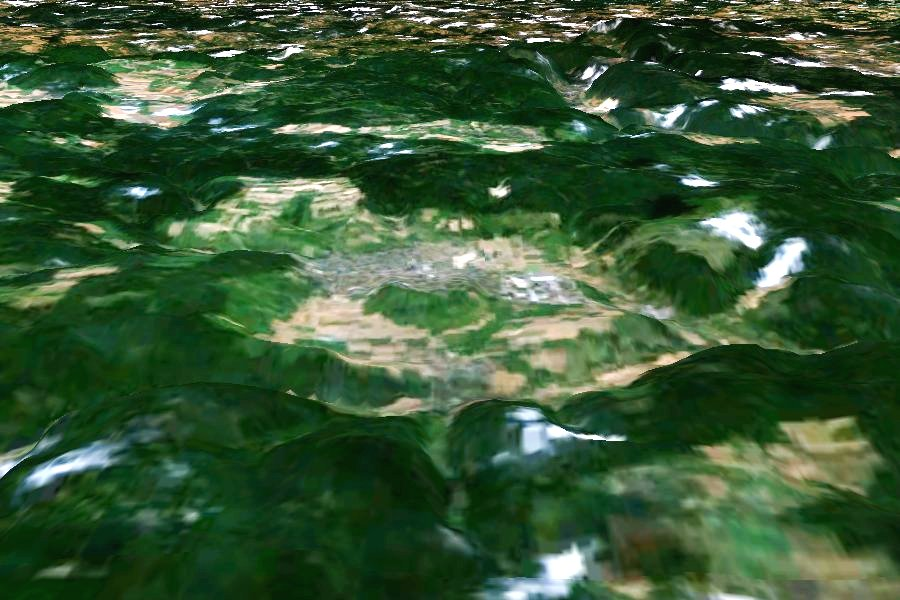
Représentation 3D du cratère de Steinheim, générée par ordinateur (avec une exagération verticale d'un facteur trois fois) et superposée à une photographie aérienne

Le cratère de Steinheim est un cratère d’impact formé lors d’une chute de météorite à Steinheim am Albuch dans l’arrondissement de Heidenheim (Bade-Wurtemberg).

## Aspect
Le cratère de Steinheim, presque circulaire, a un diamètre d’environ 3,8 kilomètres. Une colline, le Steinhirt, se trouve au centre, environ 50 mètres au-dessus du sol actuel du cratère, lui-même situé environ 100 mètres au-dessous du haut plateau voisin de l’Albuch (zone de protection des oiseaux).
La commune de Steinheim se trouve dans le cratère.

## Formation
Le cratère de Steinheim se forme il y a 14-15 millions d’années lors de la chute d’une météorite d’un diamètre approximatif de 100-150 mètres à une vitesse d’environ 20 kilomètres par seconde (72 000 km/h). L’impact libère alors une énergie d’environ 1018 joules (soit l’équivalent de 18 000 bombes larguées sur Hiroshima), dévastant une partie de l’arrondissement d’Ostalb. Un cratère d’une profondeur d’environ 200 mètres se creuse et la roche reprenant sa forme donne naissance au pic central haut de 100 mètres,,.
Après l’impact, un lac de cratère apparaît puis se comble de sédiments et se draine par la Wental. Les fossiles retrouvés dans les sédiments (allant jusqu’à 50 mètres d’épaisseur) laissent penser que le cratère de Steinheim s’est formé à la même époque que l’astroblème du Nördlinger Ries situé à environ 40 kilomètres au nord-est et formé lors de l’événement du Ries.
Il a d'abord été estimé que l’origine cosmique de ces deux cratères serait un astéroïde accompagné d’un petit satellite. Des études plus récentes indiquent que l’impacteur de Steinheim serait une météorite de fer (ou une météorite mixte). En 2020, une étude a montré que cratère de Steinheim est plus jeune que le Nördlinger Ries, d'environ 500 000 ans.

## Géologie et paléontologie

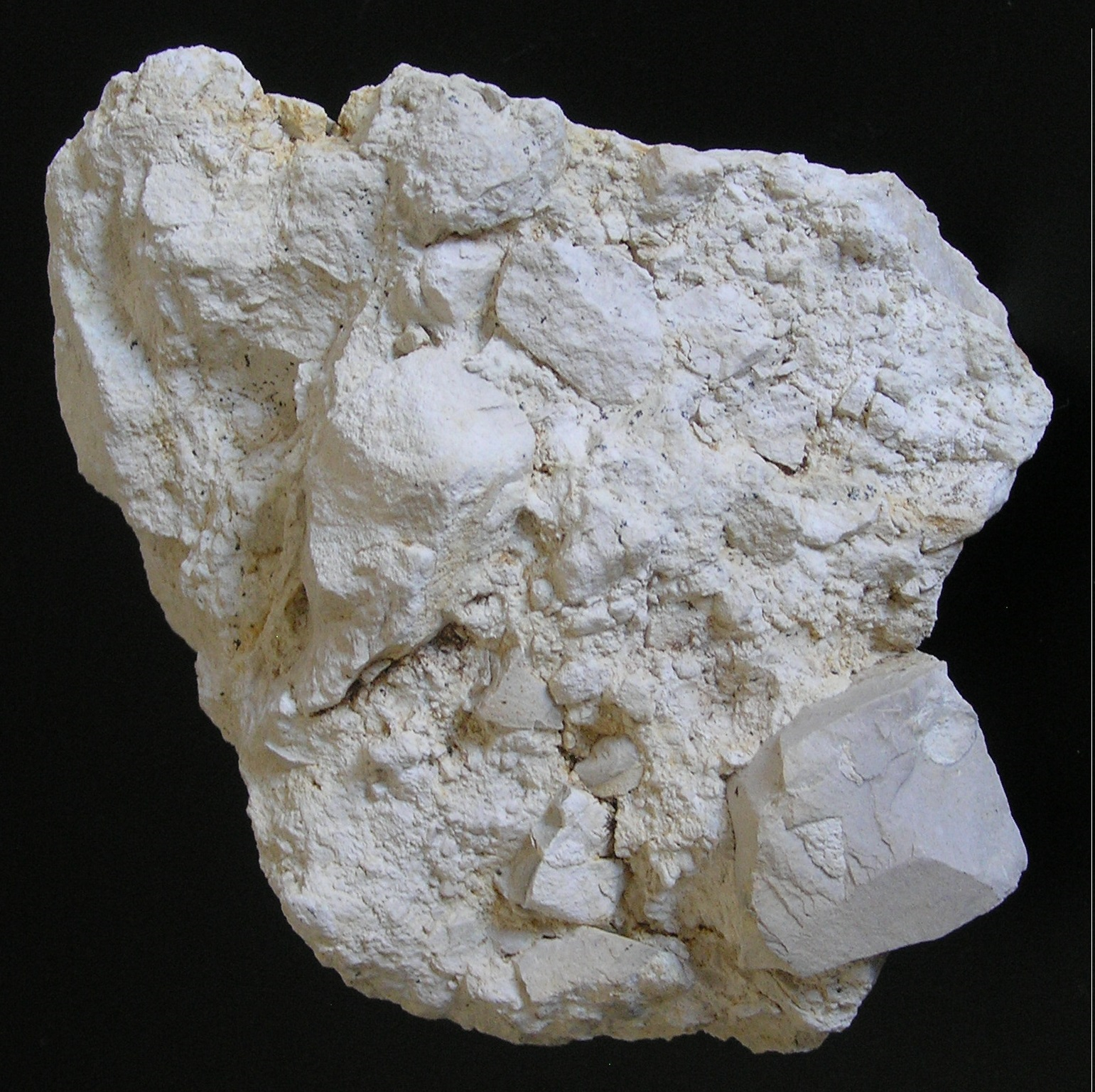
Brèche calcaire sur le bord sud du cratère de Steinheim.

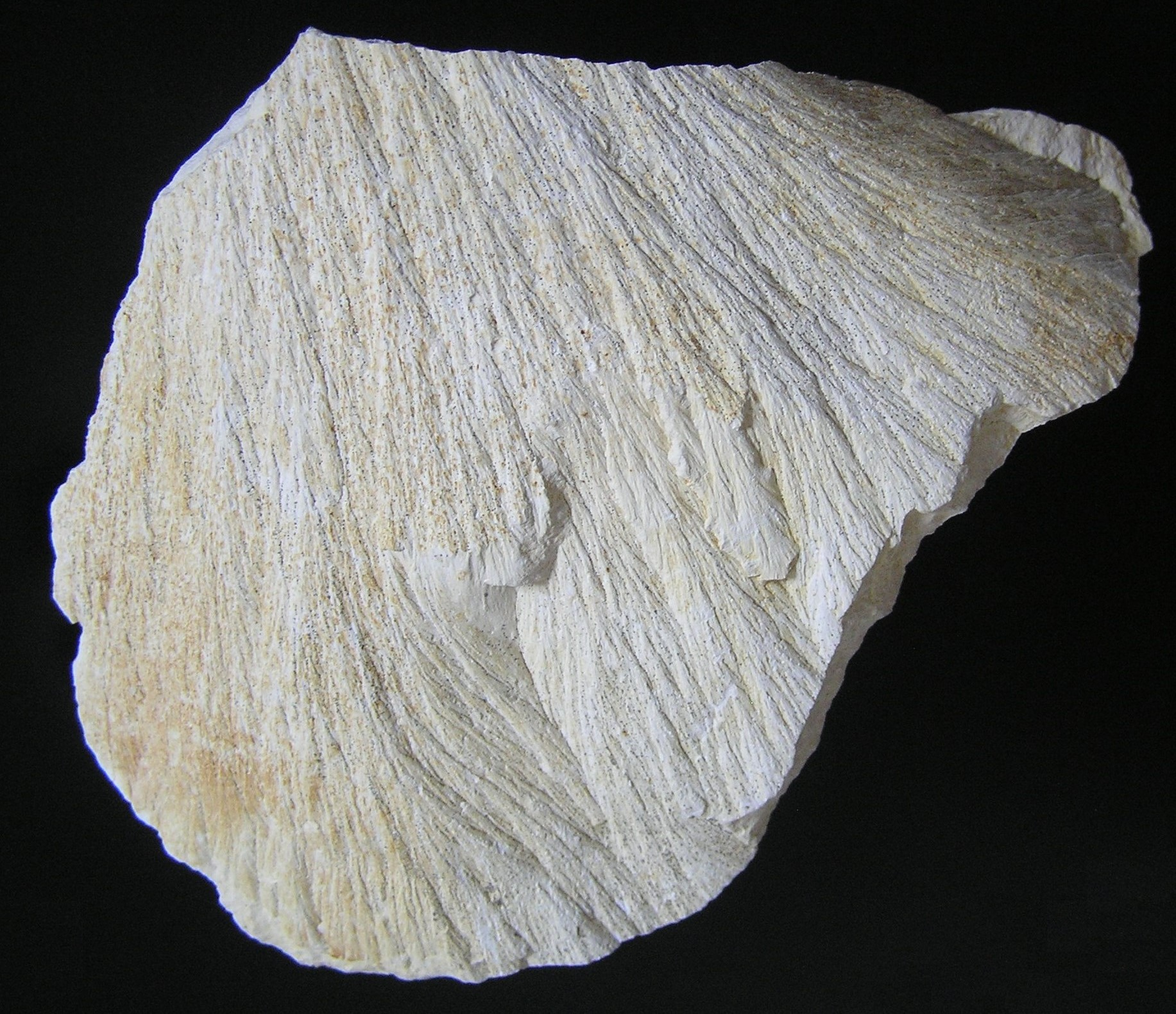
Shatter cone du cratère de Steinheim

La paroi du cratère est composée de blocs de calcaire du Jura qui ont été transportés. Parfois, ces blocs de calcaire sont également rabougris et forment une brèche composée de morceaux anguleux de différentes tailles. En forant, les géologues se sont aperçus que l’intérieur du cratère en-dessous des sédiments lacustres est également rempli de brèches. Celles-ci sont composées d’un matériau rocheux qui a été projeté au moment de l’impact puis est retombé dans le cratère (brèche de retombée). Les brèches d’impact du cratère de Steinheim montrent partiellement un cratère suévitique. Le pic central est composé essentiellement de calcaire et de grès des régions à mi-hauteur et en altitude du Jura et qui ne se trouvent normalement qu’à partir de 300 mètres de profondeur.
Dans la pierre calcaire du pic central, on a également retrouvé ce que l’on appelle des shatter cones (« cônes de choc »). Ces structures superficielles se forment au passage de l’onde de choc de l’impact à travers la pierre. Les cônes de choc sont découverts dans le cratère de Steinheim et décrits pour la première fois en 1905, sans pour autant que leur formation puisse être expliquée. Aujourd’hui, on retrouve ces cônes dans de nombreux autres cratères terrestres. Ils constituent des indicateurs formels d’impact.
Les sédiments lacustres sont riches en fossiles de l’époque du Miocène faisant du cratère de Steinheim une des références les plus significatives de cette ère. Outre les fossiles de vertébrés (poissons, reptiles, oiseaux et mammifères), on retrouve surtout dans les sédiments des fossiles de coquilles de gastéropodes (appelés « poudre de coquilles de Steinheim »).  En 1862, le paléontologue Franz Hilgendorf analyse la coquille d’un escargot d’eau douce, le Gyraulus, une espèce de la famille des Planorbidae. Il établit alors que la forme des coquilles des couches de sédiments les plus anciennes se transforme peu à peu pour prendre la forme des coquilles des couches les plus récentes. Les fossiles de coquilles de gastéropodes apportent ainsi la première confirmation de la théorie de l'évolution évoquée par Charles Darwin en 1859.
À Sontheim (un quartier de Steinheim) se trouve aujourd’hui le Musée du cratère qui a ouvert ses portes en 1978. Il est le point de départ d’une promenade géologique sur le thème du cratère de Steinheim.

## Zones protégées
Le cratère de Steinheim se trouve presque entièrement dans une zone protégée. D’une part, ce cratère correspond à la réserve naturelle protégée Numéro 1 278. Cet endroit a été décrété comme étant une réserve naturelle protégée par ordonnance du Regierungspräsidium Stuttgart (conseil régional de Stuttgart) le 28 mai 2014. Cette réserve s’étend sur un terrain de 426,1 hectares. Environ 371 hectares de cette surface font également partie de la réserve habitat-faune-flore du même nom d’une taille d’environ 3000 hectares.
D’autre part, cette réserve naturelle protégée inclut également une zone comprenant le cratère de Steinheim avec la Schäfhalde, des parties de la vallée du Stuben et du Zwerchstuben ainsi que d’autres vallées voisines et des terrains adjacents (Steinheimer Becken mit Schäfhalde, Teilen des Stuben- und Zwerchstubentales mit Nebentälern und angrenzenden Geländeteilen). Cette zone protégée existe déjà depuis le 20 mars 1978 sous le numéro 1.35.056. Elle s’étendait initialement sur 1 249 hectares mais s’est vu rétrécir à la suite de la délimitation de la zone protégée.
La zone de protection spéciale Albuch s’étend à l’est de Steinheim et partage 298 hectares avec le cratère de Steinheim. Elle se recoupe avec la réserve naturelle protégée ainsi que la réserve habitat-faune-flore.

## Galerie

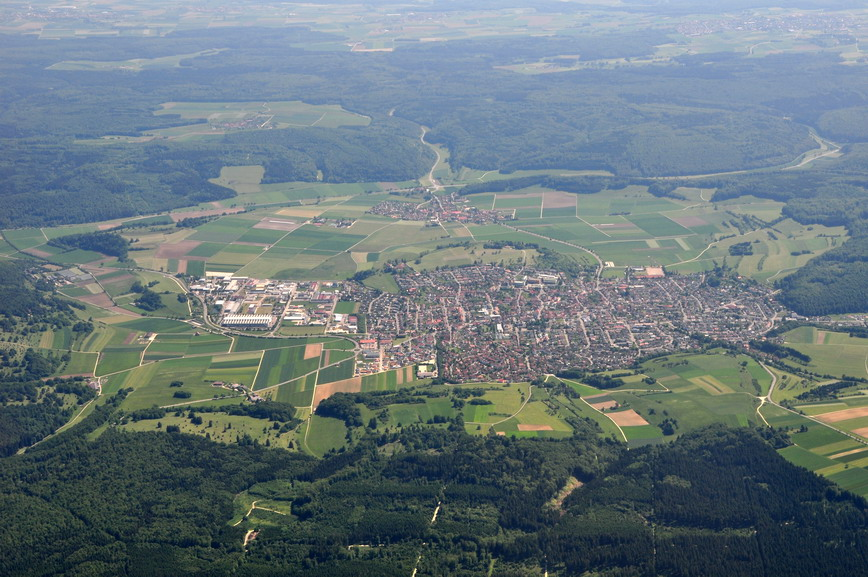
Le cratère vu du Nord (photographie aérienne).
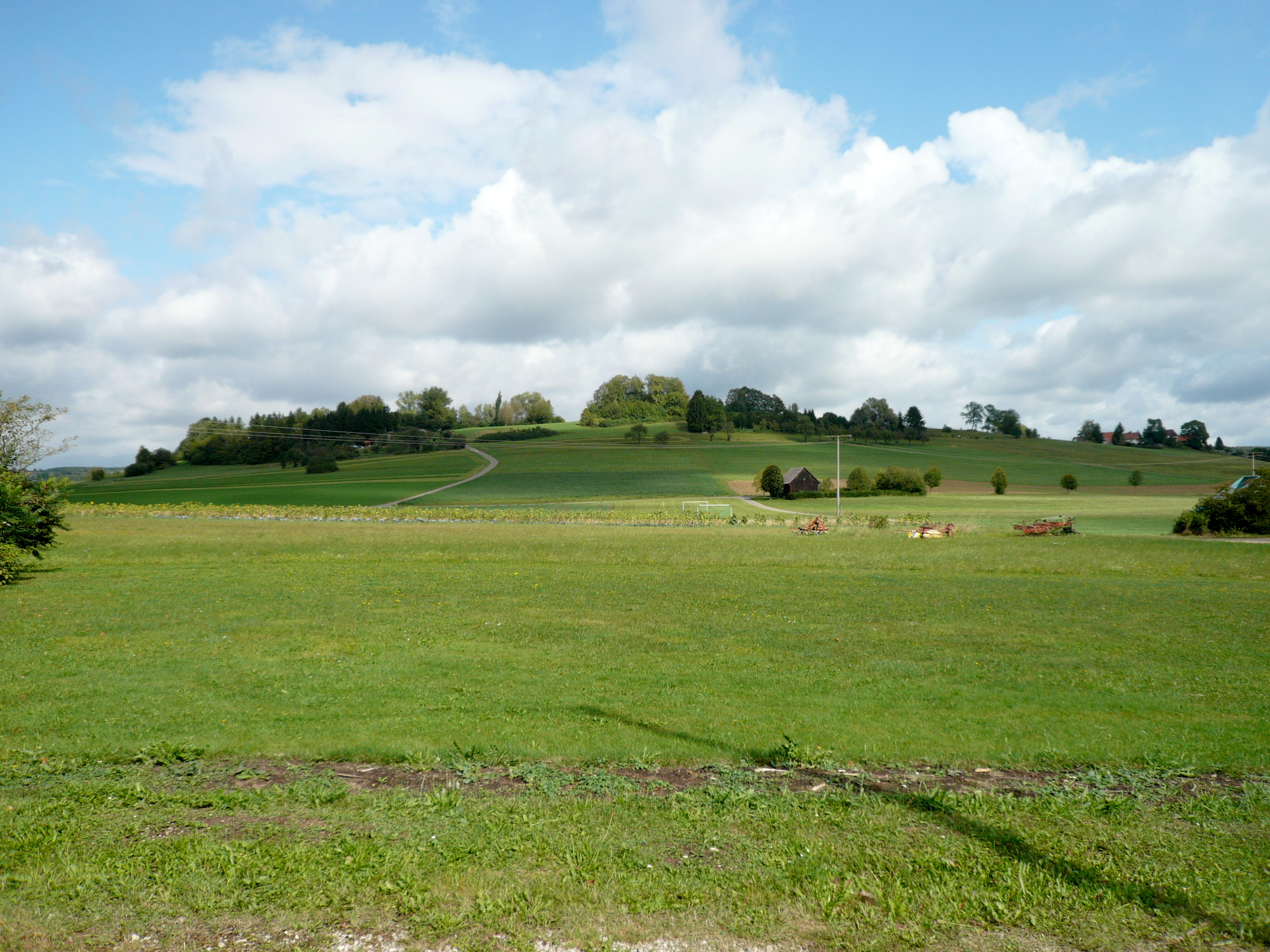
La colline centrale.
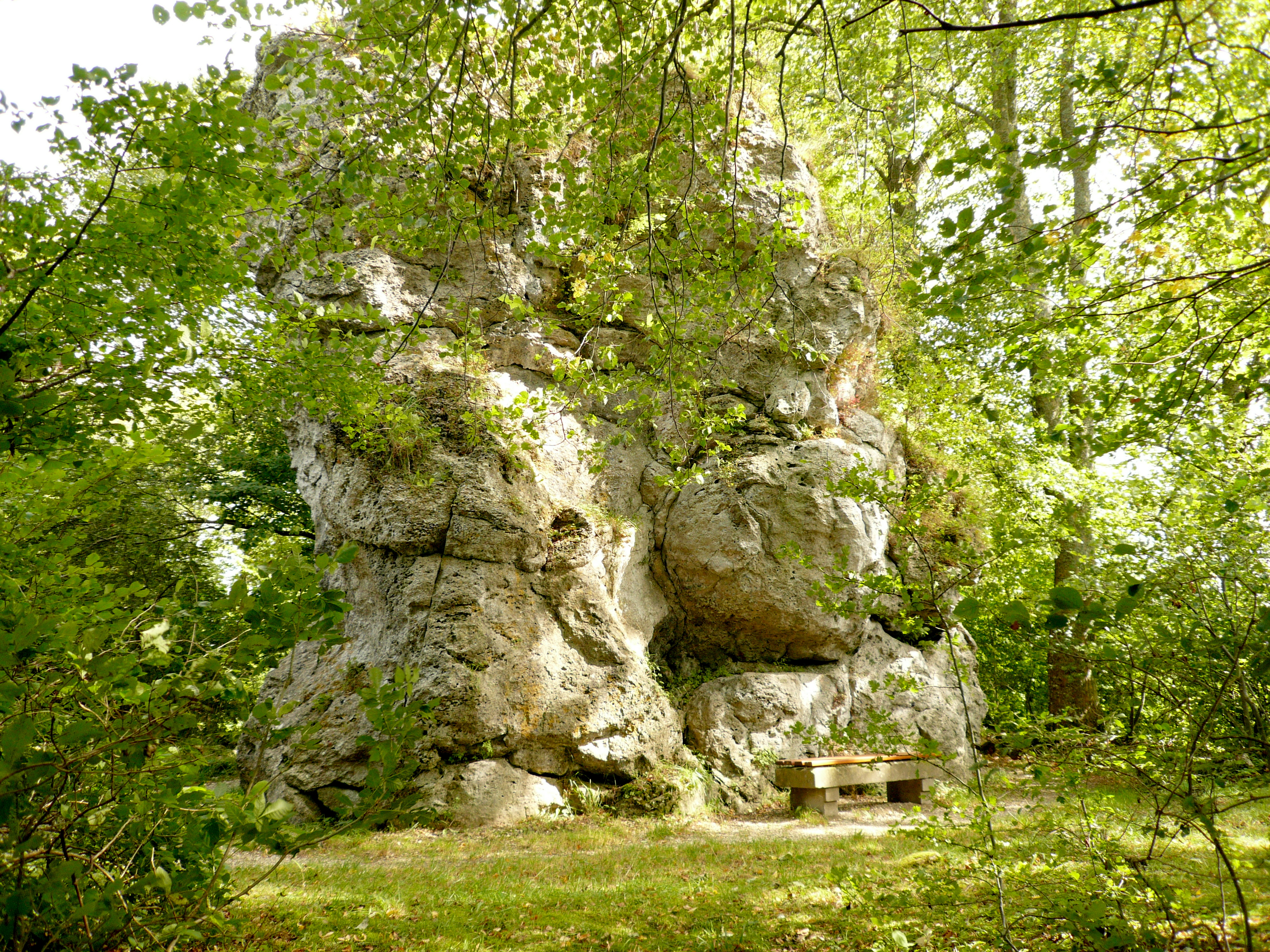
Rocher calcaire du « Steinhirt » au sommet de la colline centrale.

## Panoramas

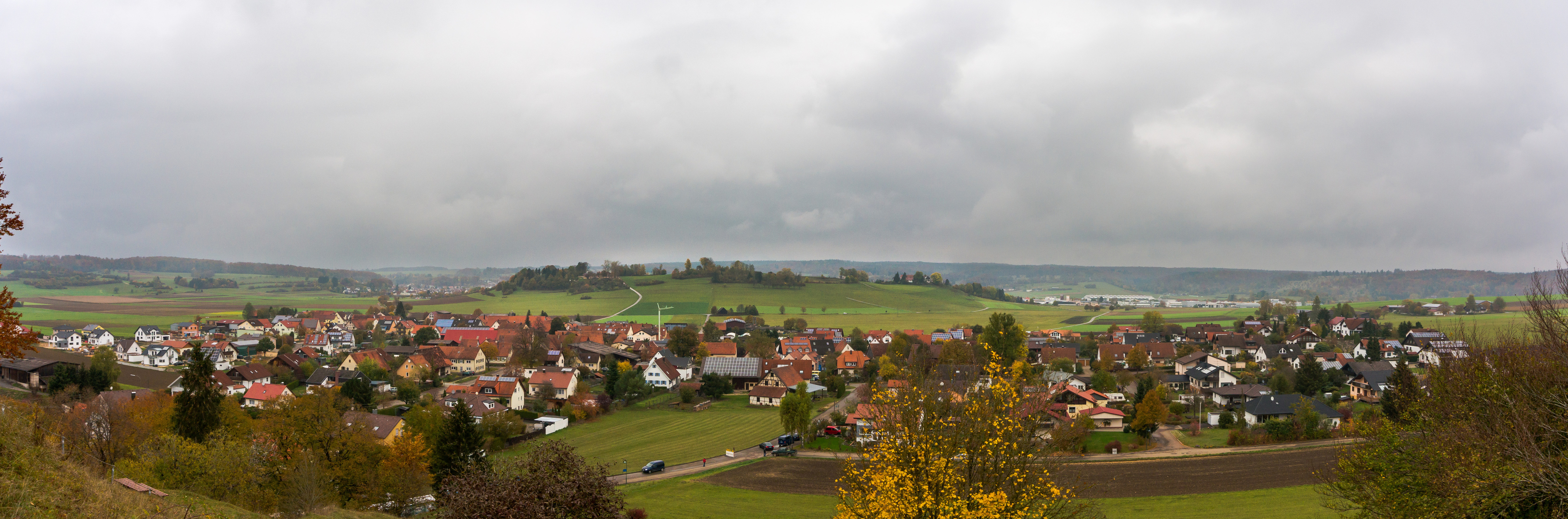
Image panoramique dans le cratère de Steinheim sur la montagne centrale, vue depuis la bordure sud (Burgstall).

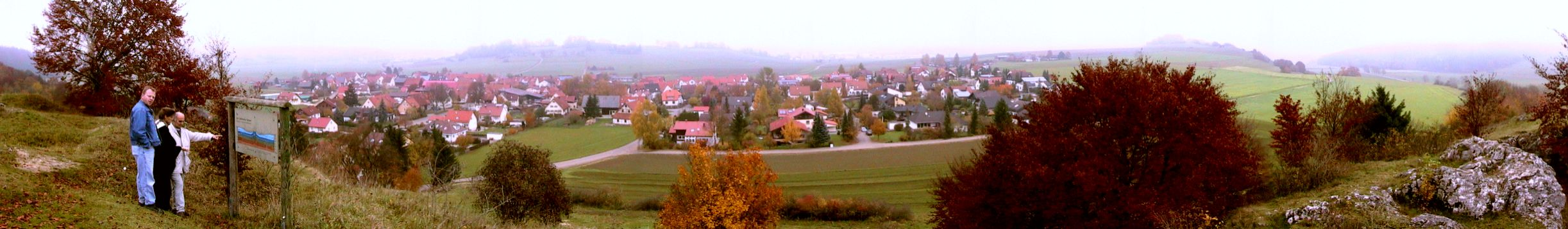
Photo panoramique du cratère de Steinheim prise depuis la paroi sud du cratère. Sur le sol du cratère au premier plan on peut voir Sontheim, une partie de la commune de Steinheim. Derrière se trouve Klosterberg, la montagne centrale du cratère.

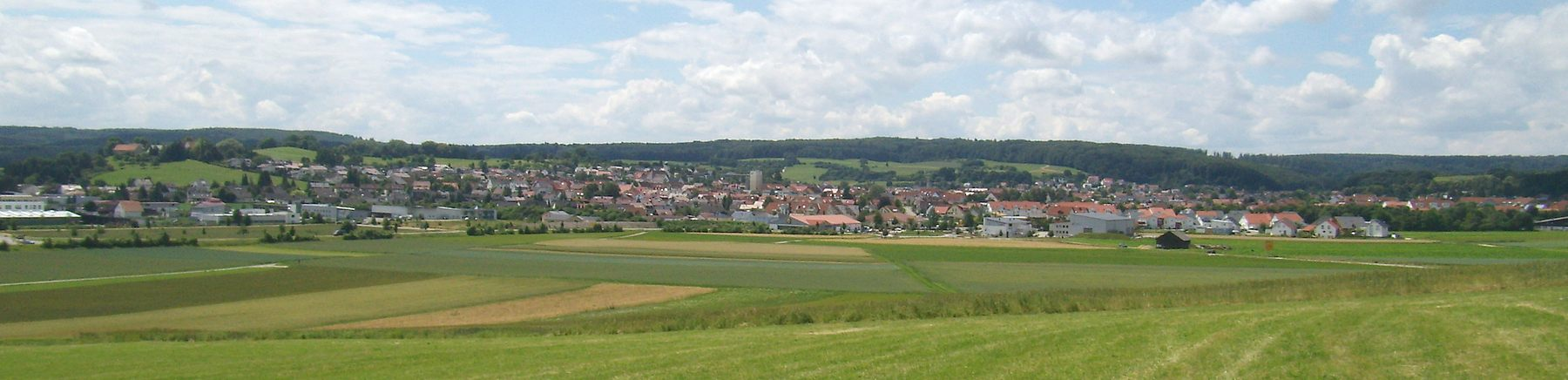
Vue panoramique de l’extrémité est sur la partie nord du cratère de Steinheim avec Steinheim. À gauche, au milieu des aménagements résidentiels, se trouve la montagne centrale. La chaîne de collines en arrière-plan constitue l’extrémité ouest du cratère.